# Livio Odescalchi

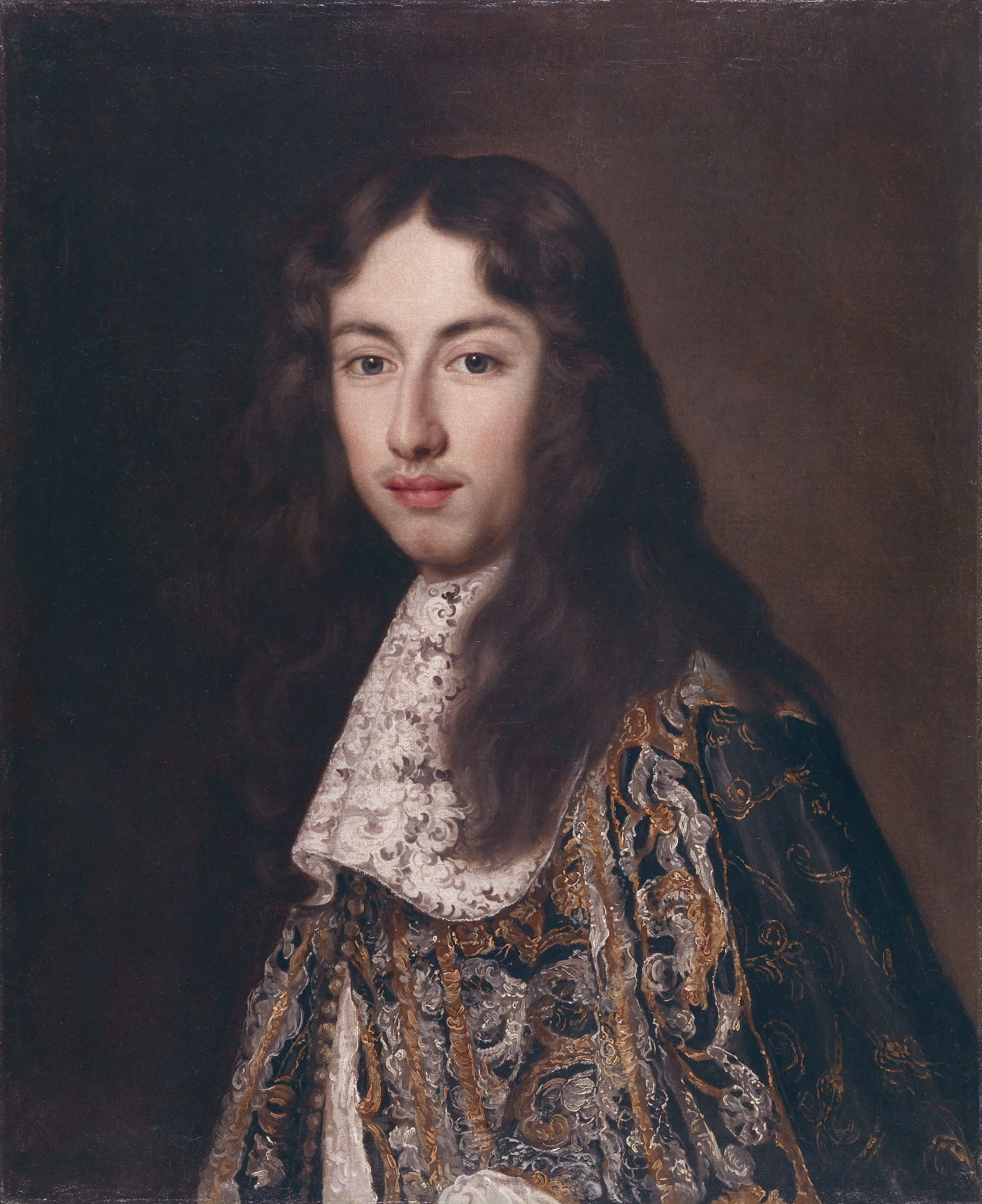
Livio Odescalchi

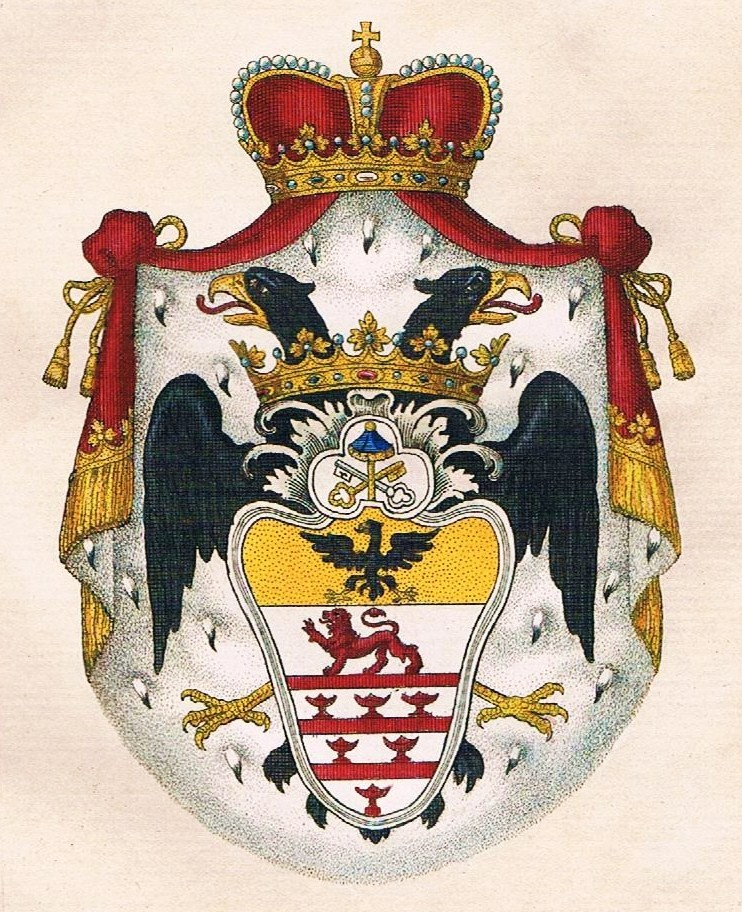
Herb

Livio Odescalchi (ur. 10 marca 1658, zm. 8 września 1713) – syn Carla Odescalchiego, książę Bracciano, Sirmio i Ceri, grand hiszpański, bratanek papieża Innocentego XI, kandydat do tronu polskiego podczas elekcji 1697 roku. Za jego czasów ród Odescalchich umocnił swoje znaczenie. Wraz ze swoim stryjem wspierał finansowo wyprawę wiedeńską.
W czasie elekcji po śmierci Jana III Sobieskiego starał się pozyskać poparcie Marii Kazimiery, która obiecała mu je warunkowo, gdyby upadła kandydatura jej syna, Jakuba Sobieskiego. Mimo obrania Fryderyka Augusta królem Polski, wdowa po Janie Sobieskim była goszczona przez Odescalchiego w jego pałacu podczas pobytu w Rzymie.
Sprawował opiekę nad polskim malarzem Jerzym Eleutrem Siemiginowskim (Szymonowiczem) (ok. 1660-1711), który dedykował swemu mecenasowi cykl sztychów powtarzających alegoryczne freski Baldiego, znajdujące się wówczas (obecnie nie istnieją) w jednej z sal rzymskiego Palazzo Odescalchi (16 listopada 1682). Odegrał znaczącą rolę podczas konklawe w 1691, korespondując z kardynałami mianowanymi przez jego stryja.